# Attmars distrikt
Attmars distrikt är ett distrikt i Sundsvalls kommun och Västernorrlands län. Distriktet ligger omkring Lucksta i östra Medelpad. 

## Tidigare administrativ tillhörighet
Distriktet inrättades 2016 och utgörs av Attmars socken i Sundsvalls kommun.
Området motsvarar den omfattning Attmars församling hade 1999/2000.

## Tätorter och småorter
I Attmars distrikt finns en tätort och två småorter.

### Tätorter
- Lucksta

### Småorter
- Lunde (del av)
- Långsjön (del av)